# Ентр
Ентр (фр. Intres) — колишній муніципалітет у Франції, у регіоні Овернь-Рона-Альпи, департамент Ардеш. Населення — 126 осіб (2011).
Муніципалітет був розташований на відстані близько 460 км на південь від Парижа, 95 км на південний захід від Ліона, 34 км на північний захід від Прива.

## Історія
До 2015 року муніципалітет перебував у складі регіону Рона-Альпи. Від 1 січня 2016 року належав до нового об'єднаного регіону Овернь-Рона-Альпи.
1 січня 2019 року Ентр і Сен-Жульєн-Бутьєр було об'єднано в новий муніципалітет Сен-Жульєн-д'Ентр.

## Демографія
Динаміка населення (INSEE ):
Розподіл населення за віком та статтю (2006):
| Стать | Всього | До 15 років | 15-24 | 25-44 | 45-64 | 65-85 | Понад 85 |
| --- | ------ | ----------- | ----- | ----- | ----- | ----- | -------- |
| Чоловіки | 60     | 12          | 0     | 24    | 20    | 4     | 0        |
| Жінки | 44     | 4           | 0     | 20    | 8     | 8     | 4        |
| \| Статево-вікова піраміда \| Статево-вікова піраміда \| Статево-вікова піраміда \| \| ----------------------- \| ----------------------- \| ----------------------- \| \| Чоловіки \| Вік \| Жінки \| \| 0 \| 85 + \| 4 \| \| 4 \| 80-84 \| 0 \| \| 0 \| 75-79 \| 0 \| \| 0 \| 70-74 \| 4 \| \| 0 \| 65-69 \| 4 \| \| 8 \| 60-64 \| 0 \| \| 4 \| 55-59 \| 4 \| \| 8 \| 50-54 \| 4 \| \| 0 \| 45-49 \| 0 \| \| 4 \| 40-44 \| 0 \| \| 8 \| 35-39 \| 4 \| \| 4 \| 30-34 \| 12 \| \| 8 \| 25-29 \| 4 \| \| 0 \| 20-24 \| 0 \| \| 0 \| 15-20 \| 0 \| \| 0 \| 10-14 \| 0 \| \| 4 \| 5-9 \| 4 \| \| 8 \| 0-4 \| 0 \| |        |             |       |       |       |       |          |
| Статево-вікова піраміда |        |             |       |       |       |       |          |
| Чоловіки | Вік    | Жінки       |       |       |       |       |          |
| 0 | 85 +   | 4           |       |       |       |       |          |
| 4 | 80-84  | 0           |       |       |       |       |          |
| 0 | 75-79  | 0           |       |       |       |       |          |
| 0 | 70-74  | 4           |       |       |       |       |          |
| 0 | 65-69  | 4           |       |       |       |       |          |
| 8 | 60-64  | 0           |       |       |       |       |          |
| 4 | 55-59  | 4           |       |       |       |       |          |
| 8 | 50-54  | 4           |       |       |       |       |          |
| 0 | 45-49  | 0           |       |       |       |       |          |
| 4 | 40-44  | 0           |       |       |       |       |          |
| 8 | 35-39  | 4           |       |       |       |       |          |
| 4 | 30-34  | 12          |       |       |       |       |          |
| 8 | 25-29  | 4           |       |       |       |       |          |
| 0 | 20-24  | 0           |       |       |       |       |          |
| 0 | 15-20  | 0           |       |       |       |       |          |
| 0 | 10-14  | 0           |       |       |       |       |          |
| 4 | 5-9    | 4           |       |       |       |       |          |
| 8 | 0-4    | 0           |       |       |       |       |          |

## Економіка
2010 року серед 77 осіб працездатного віку (15—64 років) 54 були активними, 23 — неактивними (показник активності 70,1%, у 1999 році було 70,7%). З 54 активних мешканців працювало 49 осіб (29 чоловіків та 20 жінок), безробітними було 5 (2 чоловіки та 3 жінки). Серед 23 неактивних 2 особи були учнями чи студентами, 13 — пенсіонерами, 8 були неактивними з інших причин.

У 2010 році у муніципалітеті числилось 59 оподаткованих домогосподарств, у яких проживали 122,0 особи, медіана доходів виносила 14 966,5 євро на одного особоспоживача.